# 出家とその弟子
『出家とその弟子』（しゅっけとそのでし）は、倉田百三による戯曲である。序曲と6幕13場からなり、鎌倉時代の僧親鸞とその弟子唯円を中心に、人間の罪、愛欲などを描く。1916年（大正5年）から同人誌『生命の川』で連載され、1917年（大正6年）に岩波書店から出版された。1919年（大正8年）にエラン・ヴィタール小劇場によって京都大丸ホールで初演された。
『歎異抄』をベースにしつつ、一燈園やキリスト教の思想の影響も強く受けているとされる。発表直後から史実の親鸞を歪曲しているなどとして批判も受けたが、当時の青年からは熱狂的に支持されて大ベストセラーとなり、大正後期の日本の文芸界に、宗教文学、とりわけ親鸞を扱った文芸作品が相次いで出版される「親鸞ブーム」を引き起こした。世界各国で翻訳され、ロマン・ロランが絶賛したことでも知られる。

## 概要
失恋と病、第一高等学校退学などの挫折を経験し、姉二人や祖母の相次ぐ死を受けて執筆された倉田百三の代表作である。学生時代に薫陶を受けた西田幾多郎の哲学や、闘病中に救いをもとめたキリスト教や仏教、さらに一時期身を寄せた一燈園での経験などが投影されている。1916年（大正5年）11月から翌1917年（大正6年）4月にかけて同人誌『生命の川』で第四幕第一場までが連載され、1917年（大正6年）6月に岩波書店から全編が出版された。『歎異鈔』に代表される親鸞の思想を下敷きとした仏教文学の一つとされるが、「祈り」などキリスト教的な要素も見られる。
物語は、浄土真宗の開祖親鸞と愛弟子唯円、親鸞の息子善鸞を主要登場人物として、親鸞・善鸞親子の葛藤と、唯円の恋愛と信仰の摩擦を軸に展開する。人妻との道ならぬ恋から親鸞に義絶された善鸞は、本心では父と会いたいと願っており、親鸞も我が子を愛しながらもゆるすことができずにいる。唯円と遊女かえでとの恋愛は、僧院と遊女屋の双方からの反発を受ける。愛欲を中心とした人間の煩悩や罪業と信仰との相克を描き、登場人物たちの抱える「さびしさ」や苦悩に対して、浄土真宗の教義を織り交ぜながら、人間は「罪あるもの」、「死ぬるもの」であり、確かなものはただ「祈り」であると説く。唯円とかえでは困難を乗り越えて結ばれ、善鸞も、あるがままにすべてを仏に任せる絶対他力の信仰に包摂され、親鸞の平和な臨終を迎える。
『生命の川』は創刊されたばかりの無名の同人誌であったため、発表された当初はごく一部から評価されたにすぎなかったが、単行本が刊行されると爆発的なベストセラーとなった。一方で、文壇からは、言葉に対する美的感覚が希薄である、哲学・キリスト教・仏教などの相反する観念が説明もなく混在している、体験を純化し芸術的に表現する能力はそれほど高く評価はできないなどと指摘され、仏教界からは、史実の親鸞を歪めるものであるなどとする批判も受けた。それでも『出家とその弟子』は若者を中心に愛読され、「青年必読の書」、「若者のバイブル」などと呼ばれた。『出家とその弟子』の大ヒットは、倉田百三の名を世間に知らしめただけにとどまらず、文学界に空前の「親鸞ブーム」を招来し、大正時代を通じて様々な宗教文学が隆盛する端緒となった。
また、英訳を読んだロマン・ロランは、キリスト教と仏教、あるいは西欧と東亜の精神の結合調和であると高く評価した。1932年にフランス語訳が出版された際にはロラン自ら序文を寄せ、「キリストの花と仏陀の華」の思想的融合であるとし、「現代世界の宗教的作品の中の最も純粋なるものの一つ」と激賞した。英語・フランス語のほか、ドイツ語・エスペラント語・中国語にも翻訳されている。
1919年（大正8年）にエラン・ヴィタール小劇場によって京都大丸ホールで初演され、その後もたびたび上演されている。特に、1921年（大正10年）11月の舞台協会の公演でかえでを演じた岡田嘉子は評判となり、岡田はこれを契機として花形女優へとなっていった。

## あらすじ

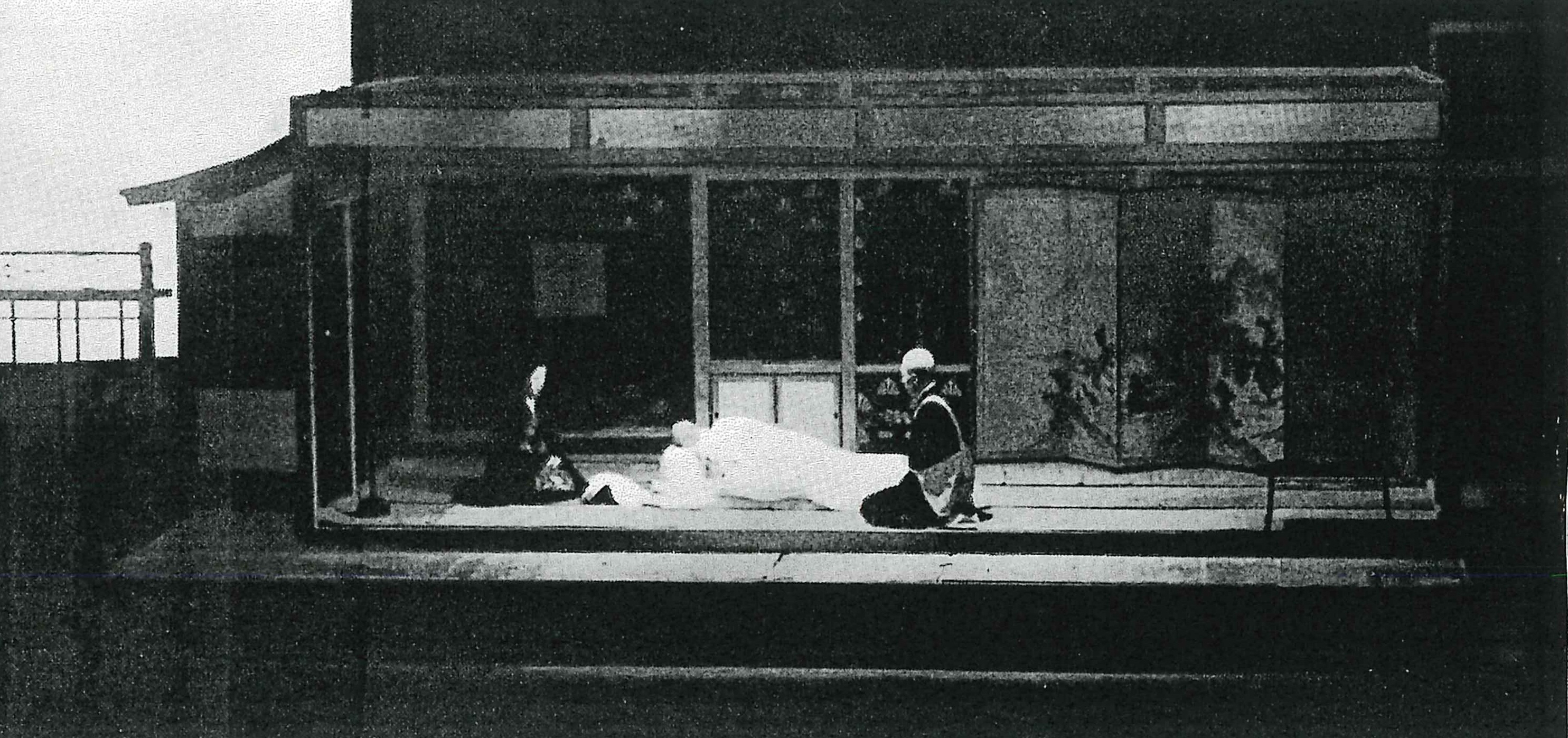

序曲 「死ぬるもの-ある日のまぼろし-」
生に執着し死を直視できずに苦悩する「人間」の前に、「死なざるものに事える臣」であるという「顔蔽いせる者」が現れる。「顔蔽いせる者」は「人間」に、「死ぬのは罪があるからじゃ。罪のないものはとこしえに生きるのじゃ。『死ぬる者』は罪人と同じことじゃ」と言い、死は人間の罪に対する刑罰だと説く。そして、「私は共喰いしなくては生きることは出来ず、姦淫しなくては産むことが出来ぬようにつくられているのです」と哀れみを乞う「人間」に対して、「それがモータルの分限なのだ」、「同情するのはわしの役目ではない」、「刑罰だ！」と言い放って姿を消す。
「顔蔽いせる者」の力によって地に倒された「人間」は、やがて、天から聞こえる童子の「すべての創られたるものに恵みあれ。死なざるもののいとし子に幸いあれ」という歌声を聞いて立ち上がり、空を見上げて「私はたしかに何物かの力にさだめられている。けれど恵みにさだめられているような気がする。それをうけとることが、すなわち福いであるように。行こう。（二、三歩前にあゆむ）向うの空まで。私の魂が挙げられるまで。」と言う。
第一幕
雪の夜、常陸国の浪人日野左衛門の家で、左衛門の妻のお兼が左衛門と息子松若の帰りを待っていた。先に帰宅した松若は百姓の子から「松若の父さんは渡り者の癖に、百姓を虐めたり、殺生をしたりする悪い奴だ」といって虐められたと話し、お兼は左衛門が村人にきつく当たっていることの仕返しであることを知って胸を痛める。やがて左衛門が帰宅し、酒を飲みながら強引に借金の取り立てをしてきた様子を話す。「あなたは昔はそんな人ではなかった」というお兼に対して、左衛門は「今までは人が良すぎて騙された。今度は悪人になってしたたかに生きるのだ。」と言う。そこへ親鸞と弟子の慈円・良寛が訪れて一夜の宿を請う。しかし左衛門は「あいにく私は坊さんが嫌いでしてな」と冷たく断り、親鸞を杖で打ち追い出す。やむなく親鸞らは戸外で野宿する。

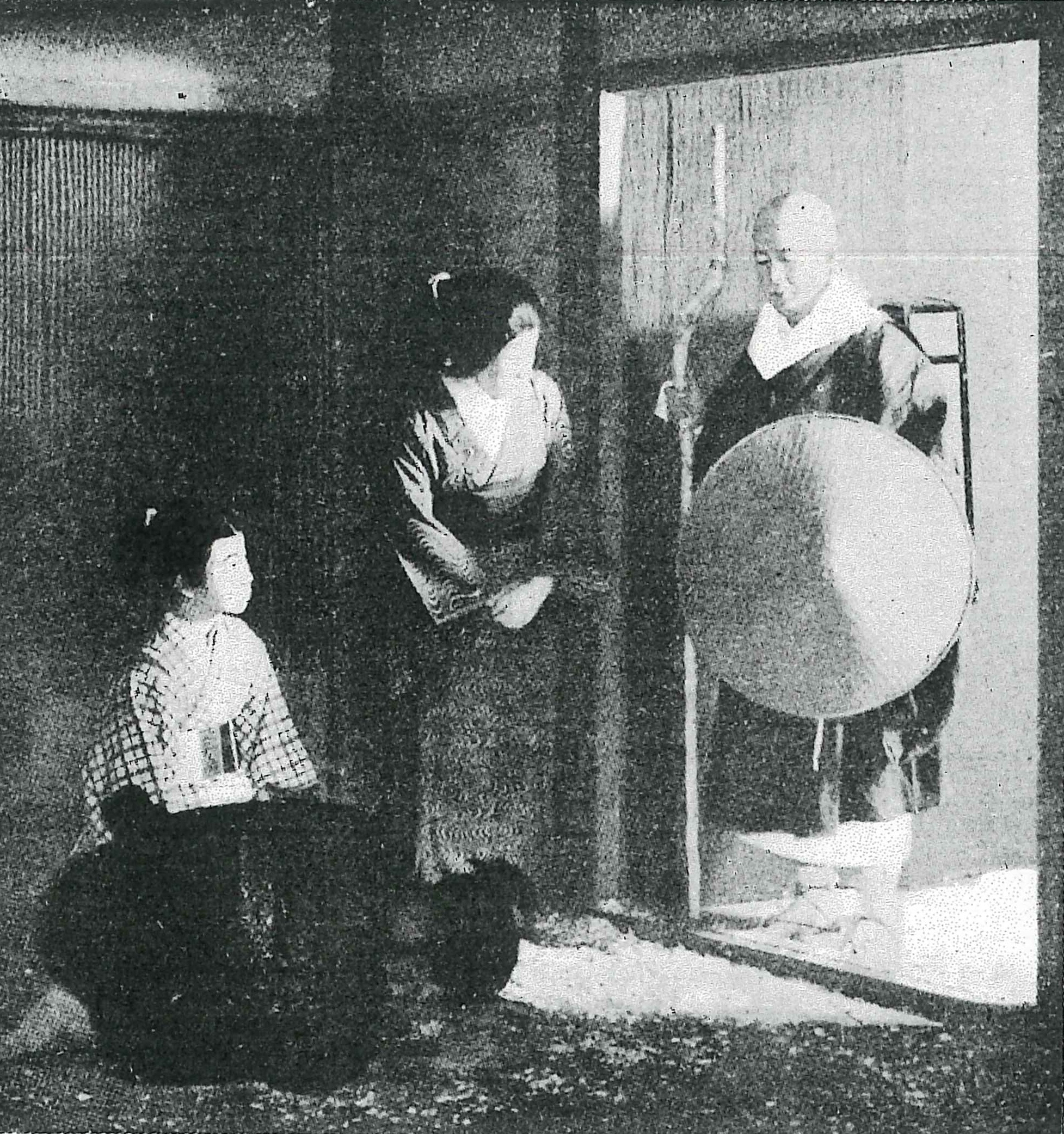

その夜中、左衛門は悪夢にうなされて目を覚ます。すでに酔いも醒めた左衛門は親鸞らへの仕打ちを恥じて後悔し、吹雪のなか家の軒先で石を枕に寝ていた親鸞たちを見つけると家に迎え入れて詫びる。そして、左衛門は親鸞に、自らが悪人だとして罪悪感にさいなまれる苦しい胸の内を明かす。親鸞は浄土教の教えを説き、左衛門の苦悩を癒す。
第二幕
15年後、京都にある西の洞院御坊。松若は唯円と名を改めて親鸞の弟子となっていた。法然忌の日、唯円と他の僧たちの間で、義絶された親鸞の子善鸞のことが話題に上る。僧たちは、自らの子を罰し続ける親鸞を心配しつつも、父に背いて放蕩を尽くす善鸞を「浅ましい」と言い、勘当が解けなくて当然だと主張する。僧たちが去った後、唯円が人々の往来を眺めているところに親鸞が現れる。親鸞と唯円は、人生の淋しさや偽善の罪深さ、そして恋について話し込む。親鸞は「私の淋しさはもう何物でも癒されない淋しさだ」と語り、恋については「恋は信心に入る通路だよ」と説く。そこに、関東から上京してきた門徒たちが往生の要義を聞かせて欲しいと親鸞に面会を求めてくる。親鸞は「念仏申して助かるべしと善き師の仰せを承って、信ずる外には別の仔細はないのです」と言って諭す。
第三幕

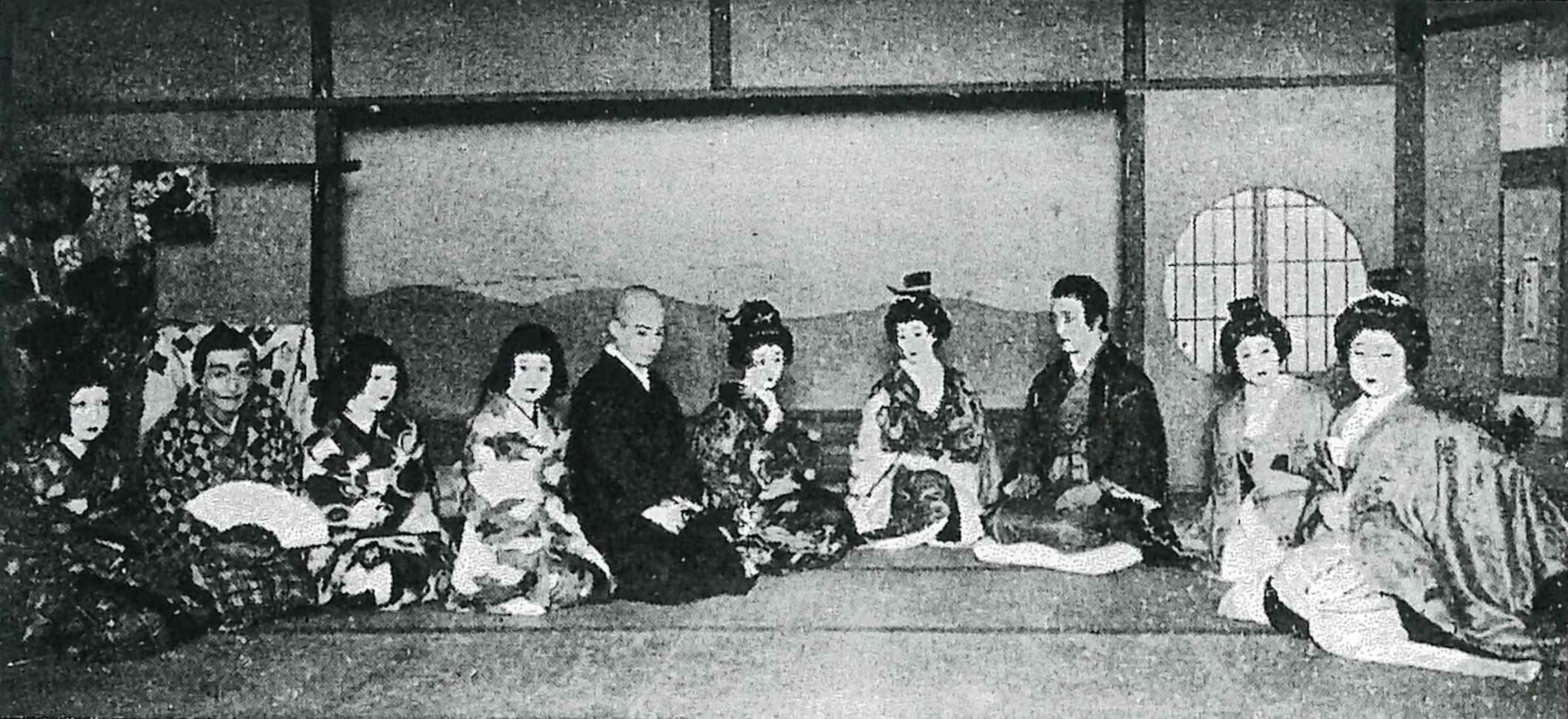

三条木屋町、鴨川沿いの遊女屋「松の家」で遊女浅香を相手に放蕩三昧にふける善鸞の下を唯円が訪ねる。善鸞は唯円に、自らの境遇と苦しい心の内を明かす。かつて、恋人と別れさせられたが人妻となってもその恋人のことが忘れられずに不義の恋に陥り、そのために他人を傷つけてしまったこと、その罪悪感と悲しみや憤りの中で、仏が信じられず酒と女に溺れるようになったこと。唯円は同情し、慰め、親鸞と会って和解することを勧める。しかし、善鸞は「有り難う御座いますが、ほって置いて下さい。とても逢ってはくれませんから。」と言う。
寺に戻った唯円は、親鸞に善鸞と会ってほしいと訴える。親鸞もまた善鸞に会いたい気持ちを吐露するが、他の弟子たちの手前会うことはできないと唯円の申し出を断る。
第四幕
1年後、唯円は、善鸞を通じて知り合った遊女かえでと恋に落ちていた。二人は密かに逢い引きを重ね、将来を誓いあう。

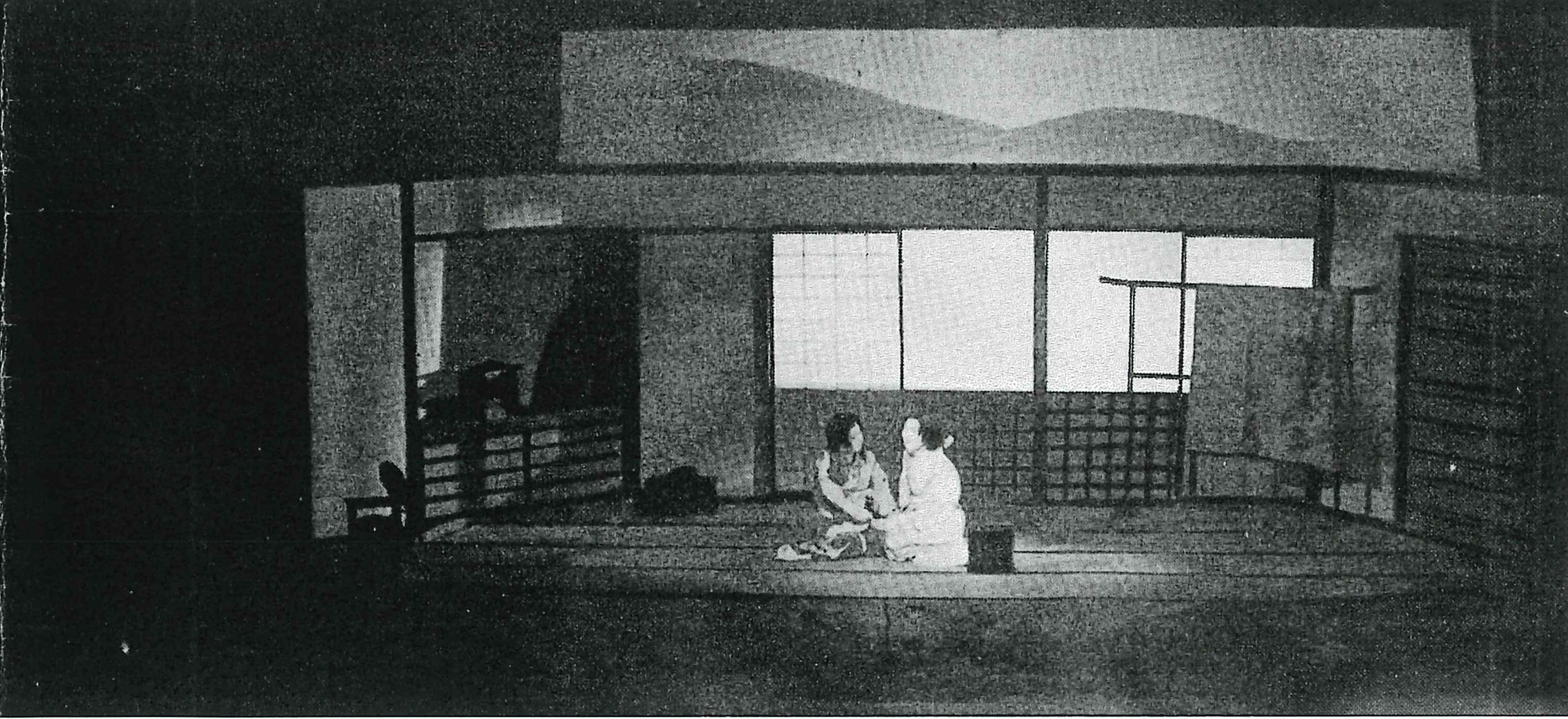

しかし「松の家」に帰ったかえでは女将に手ひどく叱られ折檻される。女将は唯円のことについても金を払わず遊ぶ盗人・泥棒猫と口汚く罵る。遊女仲間からも思い上がっていると嫌われるかえでであったが、浅香だけはかえでに理解を示す。善鸞と別れたさみしさを抱えつつも諦めきった浅香に対して、かえでは不安を抱えつつも恋の喜びと将来への一縷の望みを語る。
第五幕
唯円はかえでとの恋で勤めも怠りがちになり、ついに他の僧の知るところとなる。僧たちは、遊女を相手にするなど浅ましいと非難し、唯円にかえでと別れるよう迫る。
僧たちは親鸞に訴え、唯円の処分を求める。親鸞は、僧たちに対しては「私たちは悪しき人間である」ことと「他人を裁かぬ」ことを説き、「仏様のお慈悲は罪人としての私たちの上に雨とふるのだ」として「裁かずに赦さねばいけない」と諭す。僧たちは自らが愛と慈悲の心に欠けていたことを悟って涙を流し、親鸞の言葉を受け入れる。一方、唯円に対しては、恋もまた仏に「ゆるされた恋のみが成就する」のであり、「恋を仏の御心に適うように浄めなくてはならない」と説く。そして、ただ「仏様み心ならば二人を結び給え」と祈れと言い、「これ以上のことは人間の領分を越えるのだ」と諭す。
第六幕
15年後、善法院御坊。かえでは勝信尼と名乗り、唯円の妻となって2人の娘を儲けていた。90歳になった親鸞は死の床に就いており、明日をも知れぬ状態であった。

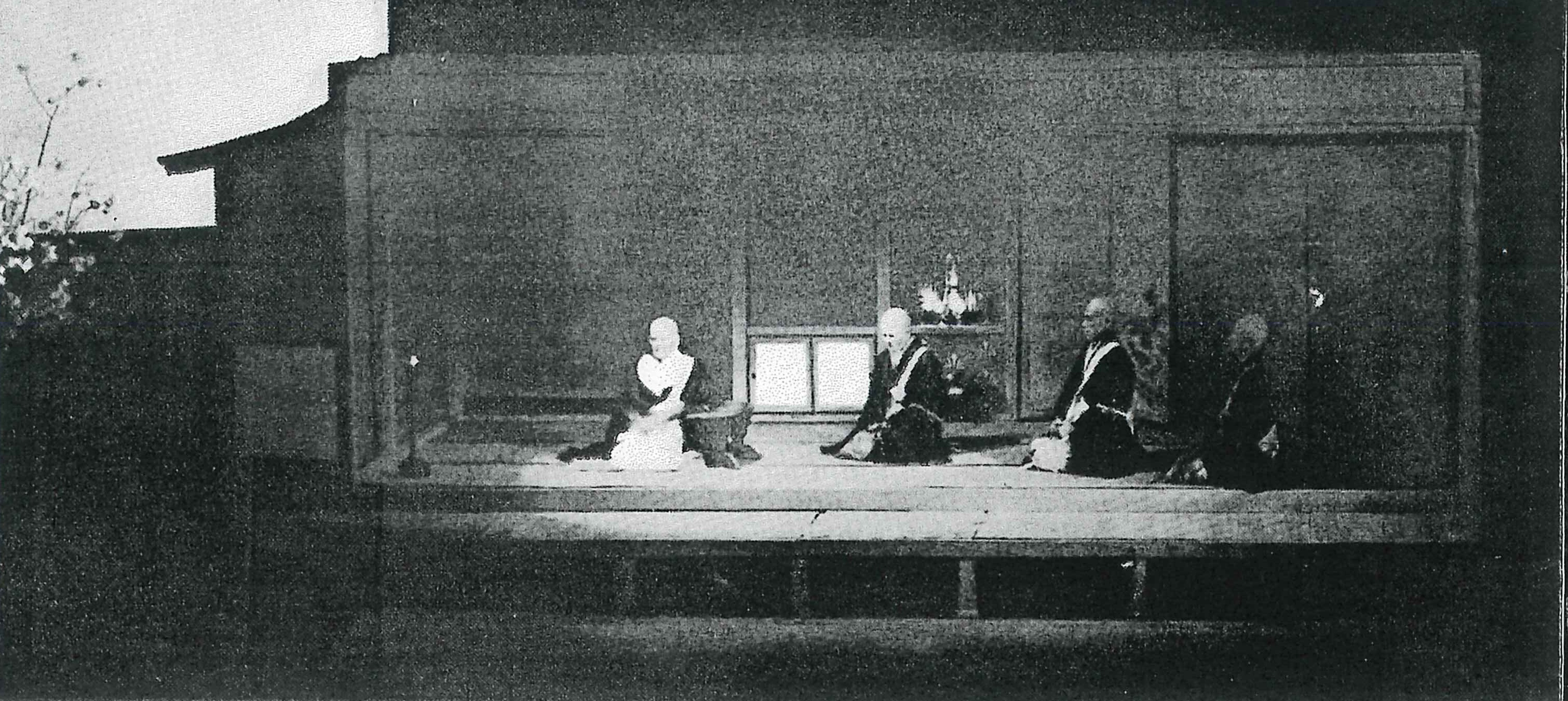

親鸞は生への執着や死の恐怖と戦いながらも最終的に打ち克ち、穏やかな心で臨終を迎えようとしていた。そして、唯円の言葉に従って、勘当したままの息子善鸞を許す。
臨終の間際、続々と弟子たちが馳せ参じる中、最後に善鸞が駆けつける。
弟子たちに最後の説法を終え今際の際の親鸞の枕元に善鸞が駆け寄り、父子はついに対面を果たす。自らの不孝を詫びる善鸞に対して、親鸞は「ゆるされているのだよ。だあれも裁くものはない。」と阿弥陀仏の赦しを説き、最後に善鸞に仏を信じるかと問う。自分を偽ることのできない善鸞は、迷い続けて「わかりません」と答える。親鸞は、「それでよいのじゃ」とつぶやいて息を引き取る。

## 登場人物
親鸞

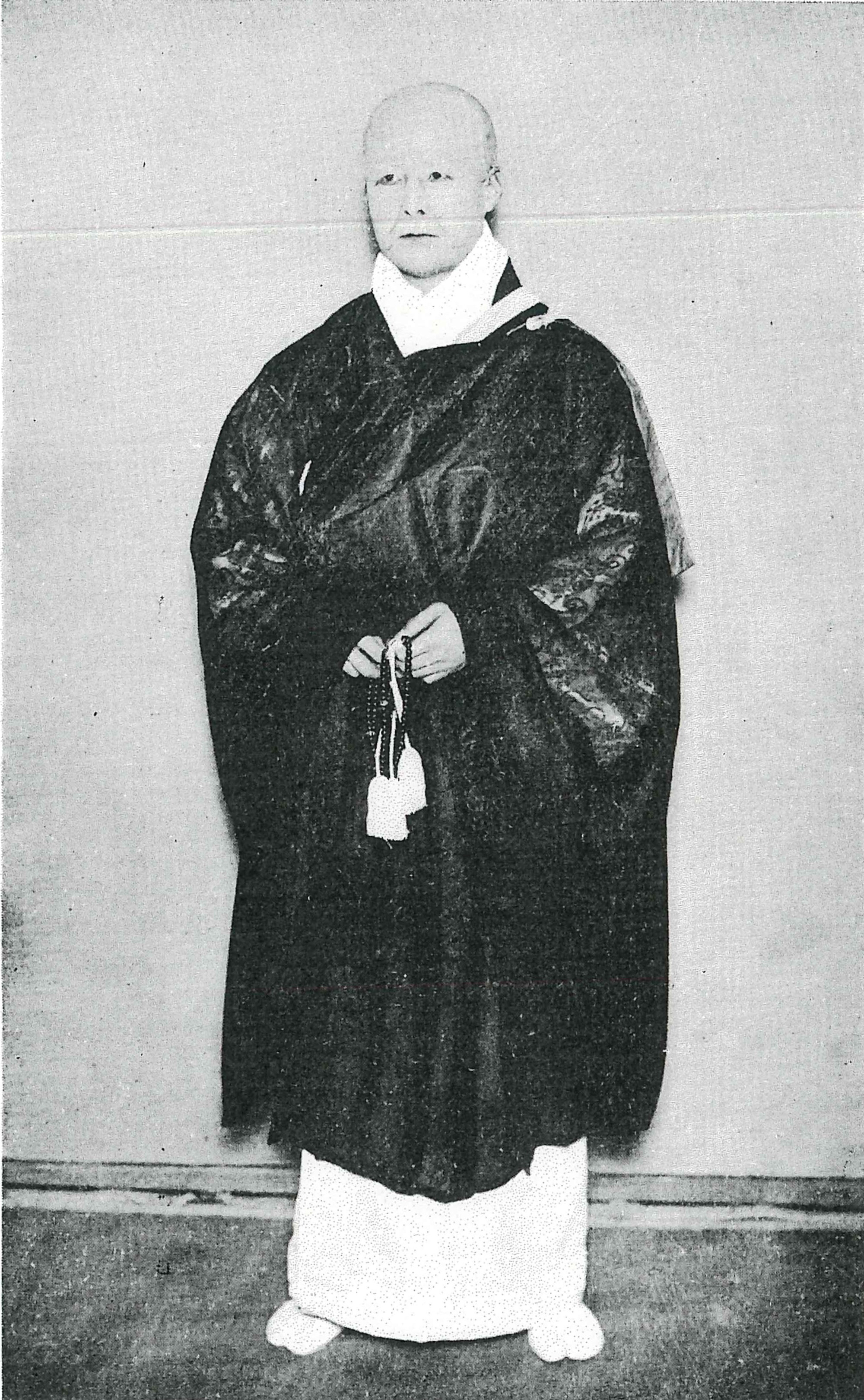
親鸞役を演じる佐々木積

浄土真宗の開祖。左衛門や唯円、善鸞など、苦悩する人々の苦しみに理解を示し、浄土教の教えを説いて導く師である。一方で、自らも迷い、淋しいと語り、過去の恋の経験を語るなど人間的な面も見せる。
歴史上の親鸞は、京都で一寺を構えたことはないなど、必ずしも史実を忠実に再現したものではない。
一燈園の西田天香がモデルとされる。
唯円（松若）
常陸国の浪人・日野左衛門の子。親鸞の弟子となり唯円を名乗る。遊女のかえでと恋に落ち、のちに妻とする。
史実の唯円は、親鸞の弟子であり、『歎異鈔』の作者とされている。
恋と信仰を両立しようと苦悩する純情な唯円と、同じく恋に苦悶しながらも放蕩にふけり最後まで信仰を拒否する善鸞とは、作者である倉田百三自身の2つの姿を表しているとされる。
善鸞
勘当された親鸞の実子。以前から恋人であった人妻との道ならぬ恋から、仏を信じられなくなって、悲しみや憤り、悩みを酒と女で癒す放蕩三昧にふけっている。親鸞の臨終に駆けつけ、親鸞から仏を信じると言ってくれと懇願されても、最後まで拒否する態度を崩さない。
史実の善鸞も親鸞から義絶されているが、その原因は関東で他力本願を否定する虚言を吹聴して信徒を惑わしたためだとされており、親鸞と善鸞の対立は、教義の根本に関わる、本作で描かれている以上に厳しいものであった。
かえで（勝信尼）
「松の家」の遊女。はじめて「娘として取り扱ってくれた」唯円と恋に落ち、女将に折檻されても愛を貫く。のちに出家して親鸞に仕え、唯円の妻となって二人の娘を儲ける。
浅香
「松の家」の遊女。善鸞の苦悩を理解し、かえでの苦しみにも唯一人理解を示す。
日野左衛門
常陸の国の浪人。村ではよそ者であり、村人たちから疎外され、狩猟と金貸しをして生活している。家族を守るために悪人として生きることを是とし、表面上善人として振る舞う村人たちを偽善者と嫌悪するが、根は善良な人間で悪人として生きることの罪悪感にさいなまれてもいる。親鸞の他力の教えに感動してその教えを受け入れ、悪人であろうとすることをやめる。
なお、第一幕の物語は、日野左衛門尉頼秋（出家して入西房道円）が開基した茨城県常陸太田市の枕石寺の寺伝を基にしており、同寺には親鸞が枕にしたと伝わる石が残されている。
お兼
日野左衛門の妻。村人につらく当たるなど心が荒んでいく左衛門のことを心配している。
慈円・良寛
第一幕で親鸞とともに行脚する弟子。
実在の人物としての慈円は、親鸞の得度を行ったとされ、のちに天台座主を務めた平安時代末期から鎌倉時代初期の天台宗の僧。良寛は、歌人としても知られる江戸時代の禅宗の僧である。宗派も時代も異なる二人の高僧が親鸞の弟子として作品冒頭に登場していることについて、大島丈志は、この作品がフィクションであることと、親鸞が二人より優れた人物であることを示そうとしているのではないかと考察している。

## 作品テーマ
「序曲」で示される通り、人間は「罪あるもの」、「死ぬるもの」であり、ただ「祈り」だけが確かなものであるとするのが本作のテーマとなっている。人間の愛欲をはじめとした煩悩と罪業の深さと、一方で救いをもとめる心の葛藤を、絶対他力の信仰で包み込むまでを描き、『歎異抄』の教えを戯曲の中で具体的に提示している。作中で語られるのは人間の運命と人生における様々な葛藤、孤独な寂しさであり、それらを仏教的な愛の視点から照らし出す。登場人物のそれぞれが抱える「限りないさびしさ」は、執筆当時の百三の心情をよくあらわしており、百三が影響を受けた西田幾多郎の『善の研究』やキリスト教、仏教の思想を背景に、百三自身の挫折と苦悩の中から自由恋愛を人道主義的に描くことによって、多くの読者の共感を集めた。百三自身は、本作のモチーフは「愛を内に湛へた眼で此の世のあるがままの相を眺め護る、云はば人生の相の中に仏を見出す気持」であると述べている。
ただし、親鸞を題材としつつも、その教義に深い関心と共感を抱いた百三が、あくまで自身の芸術的衝動から文学的に表現したものであり、史実の親鸞を忠実に追ったものではなく、また、浄土真宗の教義を正しく説明しようとしたものでもない。「祈り」をはじめとしたキリスト教的な思想が随所に見られ、「自分らがしてほしいやうに、人にしてやらぬのは間違ひじや」、「裁く心と誓ふ心は悪魔から出る」の台詞は『新約聖書』「マタイによる福音書」の一節であるなどと指摘されている。牧師で小説家であった沖野岩三郎は、『出家とその弟子』を評して、「その名が仏教僧侶であるだけで、内容はキリスト及び弟子たちの言葉である」と記した。文芸評論家の亀井勝一郎は、「基督教的な感情によつて支へられつゝ、親鸞の中に一つの独自な宗教感情を見出し、これと氏自身の体験を結びつけたといふべきであろう」と解している。また、「周囲が幸福でなくては、私も幸福になれません」という百三のキリスト教的なヒューマニズムが現れた作品とする指摘もある。

## 執筆背景

### 西田哲学の受容と失恋、退学
1910年（明治43年）9月、倉田百三は第一高等学校に入学し、立身出世を夢見て勉学に励んだ。当初百三は哲学を志し、アルトゥル・ショーペンハウアーの唯我論に感化されていったが、翌1911年（明治44年）9月、父のすすめもあって法科に転じる。この頃の百三は、唯我論を突き詰めるとどうしても利己主義に行きついてしまい、理性では納得しつつも感性として受け入れられなかったことから、次第に自己の内での葛藤に苦しむようになっていた。
そのような時に百三は西田幾多郎の『善の研究』と出会う。主観も客観もない主客合一の境地が実在の根本であり、哲学の究極は宗教であると説く西田の『善の研究』に感銘を受けた百三は、それまでの唯我論から純粋経験へと認識論を転換した。百三が『善の研究』を読んで受けた衝撃は強烈で、1912年（明治45年）2月に一高での授業を放棄して、岡山の第六高等学校で学ぶ親友の香川三之助宅で『善の研究』を熟読して過ごした。そして、庄原に帰郷すると父を説得して哲学を学ぶために再度文科への転科を認めさせて、9月に文科2年として復学した。この時、上京する帰途に京都で途中下車して西田を訪ねている。
その後、百三は、日本女子大学校に通っていた妹の艶子の同級であった逸見久子と恋愛関係となった。入学当初は首席を獲得するほど勉学に励んでいた百三であったが、久子との恋に溺れるようになり、1913年（大正2年）7月に落第。ところが、9月からの授業再開までの間に庄原に帰省していた百三のもとに、久子から絶縁状が届いて二人の関係は突然終わった。他家との縁談をまとめていた両親に軟禁状態で書かされたもので必ずしも久子の本心であったわけではなかったが、百三はこの失恋に大きなショックを受ける。そして、そのことも原因の一つとなって百三は病に倒れた。診断の結果、百三の病は肺結核であることが分かり、その後も病状は悪化する一方であったため、同年12月に一高退学を余儀なくされた。

### キリスト教への傾斜と一燈園
退学後、百三は須磨・鞆での転地療養を経て、1914年（大正3年）3月に庄原に戻った。その途中に三次で、熱心な浄土真宗の信徒であった母方の叔母を訪ねて『歎異抄』を借りている。一方で、この頃からキリスト教にも興味を持ち、地元の教会に通うようになっていた。
同年9月、百三は結核性痔瘻を併発して広島病院に入院し、翌1915年（大正4年）1月、知り合いの牧師の紹介で、広島の伝染病院に婦長として赴任していた同い年でキリスト教徒の神田はると出会った。久子との失恋からキリスト教的な隣人愛を理想としていた百三は、献身的に看護するはるを宗教的に愛した。ともに賛美歌を歌い、祈り、食事をともにしたが、周囲は二人を卑しい目で見るようになり、ついにはるは百三のもとを訪れることができなくなった。百三は憤り、手術を重ねても思うような成果が得られなかったこともあって、泣いて付いて行くとすがるはるを残して、3月に広島病院を去った。退院後は別府温泉で療養したが、6月には庄原に戻っている。
庄原での百三は、教会に出かける以外は家を出ることもなく聖書や宗教書を読みふける生活を送った。教会で説教したこともあった。俗世を捨てて宗教的な生活を送りたいという思いを募らせる中、たまたま西田天香を知った百三は、その教えに共感し、一燈園での生活にあこがれて、京都の天香を訪ねるために11月に郷里を後にした。途中、糸崎・福山で数日はると過ごした後、12月2日に京都鹿ヶ谷の一燈園で天香と対面した。初対面で百三は天香に感服し、そのまま一燈園での生活に入った。この時、百三は友人にあてた手紙に「この後は一燈園に止まり、天香師を善知識として修行したいと考えます」と記している。
百三にとって一燈園での托鉢をはじめとした労働の日々は新鮮で充実したものではあったが、粗食と労働の生活は百三の病状を悪化させたため、心配した両親の希望もあって1916年（大正5年）1月には一燈園を出て、近くの下宿から通うことにした。3月には鹿ヶ谷に一軒家を借り、宮津の実家に戻っていたはるを看病に呼び寄せて「マルタとキリストのやうな心で」共棲を始めた。さらに4月には日本女子大学校を卒業した妹の艶子も同居した。百三の一燈園での生活は約半年で終わることになるが、この期間に百三は次第に仏教に関心を持ち、親鸞について学んでいった。

### 二人の姉と祖母の死
1916年（大正5年）5月11日、一燈園での生活を続けていた百三のもとに、四姉の産後の肥立ちが悪く回復は見込めないだろうとの知らせが入った。今日明日という状態ではないということであったので、百三は四姉の看護のためにはるを実家に行かせた。この時すでにはるは百三の子を妊娠していたが、百三の両親ははるを百三の妻として認めず、はるは女中と寝食をともにすることを強いられた。6月21日になって父から「至急帰れ」の電報を受け取り、百三は艶子とともに急ぎ帰郷した。途中立ち寄った尾道の三姉の家で、百三は、三姉も重病で先が長くない状態にあることを知らされた。7月15日、死期を悟った四姉は親族を枕元に集め、別れの言葉と父母への感謝を口にした後、皆に念仏するよう頼み、一同の念仏の声に包まれて静かに息を引き取った。父は泣きながら「お前は見上げたものだ。このような美しい臨終はない。」と言い、立ち会っていた医者も「このように美しい臨終に立ち会ったことはない」と感嘆した。百三も四姉の死に深く感銘を受けた。その後、尾道の三姉も同月の内に亡くなった。
四姉が亡くなると、家業の跡取りとして婿に迎えていた四姉の夫と生まれたばかりの幼子の扱いが問題となった。親族は、艶子が四姉の夫の後妻に入って家業を継ぐことを望んだが、艶子は拒否。話し合いの結果、四姉の夫は実家に帰り、四姉の娘は百三の養女とすることになった。また、この時に百三は、実家がかなりの負債を抱えていることを初めて知った。この話し合いがまとまって間もなく、百三の祖母も息を引き取った。
二人の姉と祖母の相次ぐ死を経験した百三は、人間の無力さを痛感する。この頃に『歌はぬ人』を書き、次いで「心の内に寺を建てる」思いで『出家とその弟子』の構想を練り、執筆にとりかかった。11月から、健康のすぐれない百三は、医者のすすめにしたがって、はると温暖な仁保島村丹那で療養した。百三はここで『出家とその弟子』を書き上げた。題名は、同年に『白樺』に掲載された長與善郎の「画家とその弟子」にヒントを得たと考えられている。執筆に要した日数は、合わせて40日ほどだったという。百三は、千家元麿や犬養健らによって同年10月に創刊された同人誌『生命の川』の同人となり、『出家とその弟子』は、同年11月から翌年4月にかけて第四幕第一場までが掲載された。送られてきた原稿を見た同人らは、「これはいい人が出てきた」と喜んだという。
そのころ、百三の一高時代の同級生は、久保正夫が1916年（大正5年）1月に『聖フランシスの小さき花』を出版、久保謙も雑誌で作品を発表しており、芥川龍之介なども文壇に登場しつつあった。百三の『出家とその弟子』も一部では好意的に受け入れられていたが、『生命の川』は創刊されたばかりでいつ廃刊になるやもしれない無名の同人誌に過ぎなかった。また、同人誌である『生命の川』への掲載に求められる1ページあたり50銭の支出は病気療養中で実家の援助で生活していた百三には軽くない負担であり、実家の家計状況を知ってしまった百三は自分が早く経済的に自立しなければとも感じていた。さらに、1917年（大正6年）3月には、はるが男児を生み、百三は父親となっていた。百三は、文筆業で生きていくために『出家とその弟子』を出版して広く世に問いたいという思いを募らせていった。三次中学や一高時代の先輩や友人を通じて岩波茂雄に話を持ち込み、『出家とその弟子』は、6幕13場に新たに「序曲」を加えた形で1917年（大正6年）6月に岩波書店から自費出版として刊行された。初版800部の出版に必要な500円は、これが最後と父に頼み込んで用立てた。

## 評価と影響

### 反響
『出家とその弟子』が単行本として出版されると大きな反響を呼んだ。愛や罪、生死の問題を正面から扱った作品として多くの人々に感動を与え、「『出家とその弟子』を読んで泣かざるものは人に非ず」とまで言われたという。哲学者の和辻哲郎は「あの生命に充ちた作を涙と感動とで読んだ」と記し、小説家の有島武郎は「昨日『出家とその弟子』を読んで泣いてしまいました。何という優れた芸術品でしょう。」と評した。
一方、仏教界などからは、聖書に由来する言葉や「祈り」「審判」といったキリスト教的な思想が含まれていること、作中の親鸞の言動が史実や浄土真宗の教えと異なるなどの指摘がなされた。真宗大谷派に属する宗教家の松原至文は、作中の親鸞と史実の親鸞の違いを挙げ、親鸞の教えが人々の指導原理となっている中で、誤った親鸞像を提示していることは看過できないと批判した。こうした指摘や批判に対して百三は、1921年（大正10年）に発表した「『出家とその弟子』の上演について」の中で、『出家とその弟子』は史実の親鸞や浄土真宗の教義を説くものではなく、あくまで「私の中の親鸞」を描いたものであると反駁した。
また文壇では、哲学者で作家の阿部次郎が、「作者の言葉に対する美的感覚の希薄さ」を指摘し、そのうえで、キリスト教・浄土真宗さらには哲学的な要素まで、矛盾し対立するものが何の説明もなく混在していると批判的に論じた。文芸評論家の山室静は、「体験を純化する能力、またその体験を芸術的に表現する能力についていえば、キリスト教の観念と仏教のそれとの混淆や、人物と事件の描き方のやや通俗的類型的に過ぎることなど、むしろそう高く評価できない」と評した。
こうした批判がありつつも、単行本は百三自身も驚くほど飛ぶように売れ、当時の若者のバイブルと言われるほどのベストセラーとなった。大正のうちに百数十版、10年後の1927年（昭和2年）の時点で300版を数え、夏目漱石の『こゝろ』とともに創業間もない岩波書店のドル箱となって初期の経営を支えた。

### ロマン・ロランの絶賛

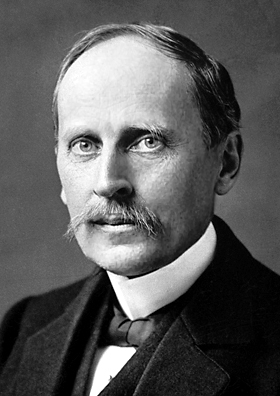
ロマン・ロラン

日本国内では仏教とキリスト教の思想が混在していることに批判的な声もあったが、ロマン・ロランはキリスト教と仏教、あるいは西欧と東亜の精神の結合調和であるとして高く評価した。グレン・ショウの英訳で『出家とその弟子』を読んだロランは、百三に直接手紙を出して絶賛し、フランス語訳を勧めた。ロランの依頼を受けた松尾邦之助とオーベルランによって1932年にフランス語訳が刊行された際には、ロラン自ら序文を寄せた。その中で、『出家とその弟子』は、「キリストの花と仏陀の華」の思想的融合であり、「現代のアジアにあって、宗教芸術作品のうちでも、これ以上純粋なものを私は知らない」、「現代世界の宗教的作品の中の最も純粋なるものの一つ」と激賞した。
『出家とその弟子』は、英語・フランス語のほか、ドイツ語・エスペラント語・中国語などに翻訳された。哲学者の谷川徹三は、「この作品ほど欧米の一般読者に愛読せられかつ高く評価せられたものは、現代日本文学にはないであろう」と評している。

### 影響
『出家とその弟子』は、百三のエッセイ集『愛と認識との出発』、書簡集『青春の息の痕』とあわせ、青春三部作と呼ばれて、青年必読の書とされた。1922年（大正11年）に東京市社会局が調査した「職業婦人に関する調査」では愛読書として『出家とその弟子』が第1位、1943年（昭和18年）に一高が行った調査でも学生の愛読書の第3位に選ばれている。
『出家とその弟子』の大ヒットは、百三の名を一躍世間に知らしめただけでなく、文学界に空前の「親鸞ブーム」を招来し、石丸桔平の『人間親鸞』などが相次いで出版されたのみならず、大正時代を通じて様々な宗教文学が隆盛する端緒を開くこととなった。仏教の一宗派の宗祖に過ぎなかった親鸞の名が広く一般に浸透する契機となり、宗教学者の福島和人は「太平洋戦争後に大きく修正されるまで、学生、知識人の親鸞像は本書の影響にあったといって過言ではない」としている。
また、一時百三が師事し作中の親鸞のモデルとされる西田天香と一燈園の存在も、『出家とその弟子』がベストセラーとなったことと、1921年（大正10年）に天香の講演録『懺悔の生活』が出版されたこともあって、広く社会に知られていくようになった。

## 上演
『出家とその弟子』は、1919年（大正8年）5月にエラン・ヴィタール小劇場によって京都大丸ホールで初演された。同年7月には有楽座で創作劇場により上演され、11月には一燈園の主催により京都公会堂でも上演された。その後も1921年（大正10年）11月に帝国劇場で舞台協会が、1948年（昭和23年）4月には新橋演舞場で木の実座が上演するなど、たびたび演じられている。ただし、原作通りでは6時間以上の上演時間を要することから、実際の公演ではかなりの部分が省略されている。なお、1959年（昭和34年）には、倉田百三の息子の倉田地三が日野左衛門役を演じている。
倉田百三に誘われて横浜で観劇した長與善郎は「實は餘り感心したとは言へなかった。祇園の茶屋とか、ある場面などでは、全く閉口したことを覚えている。」と記し、亀井勝一郎は「私はこの戯曲の上演を見たが、舞台の上では必ずしも成功しない」、「これはあくまで読む戯曲だ」と評したが、各公演には多くの観客が押し寄せて興行的には成功した。特に舞台協会の公演でかえでを演じた岡田嘉子は評判となり、岡田はこれを契機に花形女優となっていった。
| 公演                                                          | 親鸞     | 唯円     | かえで     | 出典           |
| ------------------------------------------------------------- | -------- | -------- | ---------- | -------------- |
| 1919年（大正8年）5月エラン・ヴィタール小劇場 於京都大丸ホール | 青山杉作 | 村田実   | ?          | [ 12 ]         |
| 1919年（大正8年）7月創作劇場 於有楽座                         | 林幹     | 村田実   | 音羽かね子 | [ 48 ]         |
| 1919年（大正8年）11月一燈園 於京都公会堂                      | 青山杉作 | 村田実   | ?          | [ 12 ]         |
| 1921年（大正10年）11月舞台協会 於帝国劇場・有楽座             | 佐々木積 | 山田隆弥 | 岡田嘉子   | [ 48 ] [ 158 ] |

## 刊行情報

### 刊行本
- 『出家とその弟子』 岩波書店、1917年。
- 『出家とその弟子』 岩波書店<岩波文庫>、1927年。度々改版
- 『出家とその弟子』 万葉出版社<万葉大文庫>、1947年。
- 『出家とその弟子』 新潮社<新潮文庫>、1949年。度々改版
- 『出家とその弟子』 角川書店<角川文庫>、1951年。
- 『出家とその弟子』 創芸社<近代文庫>、1951年。
- 『出家とその弟子』 新潮社<新潮青春文学叢書>、1955年。
- 『出家とその弟子』 雪華社、1963年。
- 『出家とその弟子』 ポプラ社<アイドル・ブックス>、1965年。
- 『出家とその弟子』 旺文社<旺文社文庫>、1965年。
- 『出家とその弟子』 偕成社<ジュニア版日本文学名作選>、1968年。
- 『出家とその弟子』 金園社<金園選書>、1969年。
- 『出家とその弟子』 講談社<講談社文庫>、1971年。
- 『出家とその弟子』 集英社<ジュニア版日本の文学>、1975年。
- 『出家とその弟子』 岩波書店<ワイド版岩波文庫>、2006年。

### 収録
- 『明治大正文学全集』第39巻 春陽堂、1927年。
- 『日本戯曲全集』第44巻（現代篇第12輯） 春陽堂、1929年。
- 『倉田百三選集』第8巻（戯曲篇 第1） 大東出版社、1949年。
- 『倉田百三作品集』第1巻 創芸社、1951年。
- 『倉田百三選集』第5巻 春秋社、1954年。
- 伊藤整ほか編 『現代日本戯曲選集』第3巻 白水社、1955年。
- 『現代日本文学全集』第74 筑摩書房、1956年。
- 『現代国民文学全集』第29巻 角川書店、1958年。
- 学習研究社書籍編集部編 『日本青春文学名作選』第20 学習研究社<ガッケン・ブックス>、1965年。
- 伊藤整ほか編 『日本現代文学全集』第46 講談社、1967年。
- 『日本近代文学大系』32 角川書店、1973年。
- 『倉田百三選集』5 春秋社、1976年。
- 大東出版社編輯部 『倉田百三選集』第8巻（戯曲篇 1） 日本図書センター、1994年。

### 外国語訳
英訳
- グレン・ショー訳 『The priest and his disciples』 北星堂(東京)、1922年。

仏訳
- 松尾邦之助・エミール・スタイニルベル＝オーベルラン訳 『Le prêtre et ses disciples』 リエデル社(パリ)、1932年。

中国語訳
- 孫百剛訳 『出家及其弟子』 創造社出版部(上海)、1927年。
- 毛丹青訳 『出家与其弟子』 遼寧教育出版社(瀋陽)、2003年。